# Paratemnoides indivisus
Paratemnoides indivisus är en spindeldjursart som först beskrevs av Albert Tullgren 1907.  Paratemnoides indivisus ingår i släktet Paratemnoides och familjen Atemnidae. Inga underarter finns listade i Catalogue of Life.